# Sant'Andrea (Duquesnoy)
Il Sant'Andrea è una statua in marmo dello scultore fiammingo François Duquesnoy realizzata tra il 1629 e il 1633. Localizzata in una delle nicchie della Basilica di San Pietro nella Città del Vaticano a Roma, l'enorme statua raffigura Andrea l'Apostolo appoggiato alla crux decussata del suo martirio. Il Sant'Andrea del Duquesnoy è uno dei quattro colossi sotto la cupola di San Pietro. Esso si erge di fronte al meno sobrio San Longino del Bernini. I quattro colossi furono installati nelle nicchie all'interno dei quattro piloni che sorreggono la cupola tra il 1639 e il 1640.

## La commissione

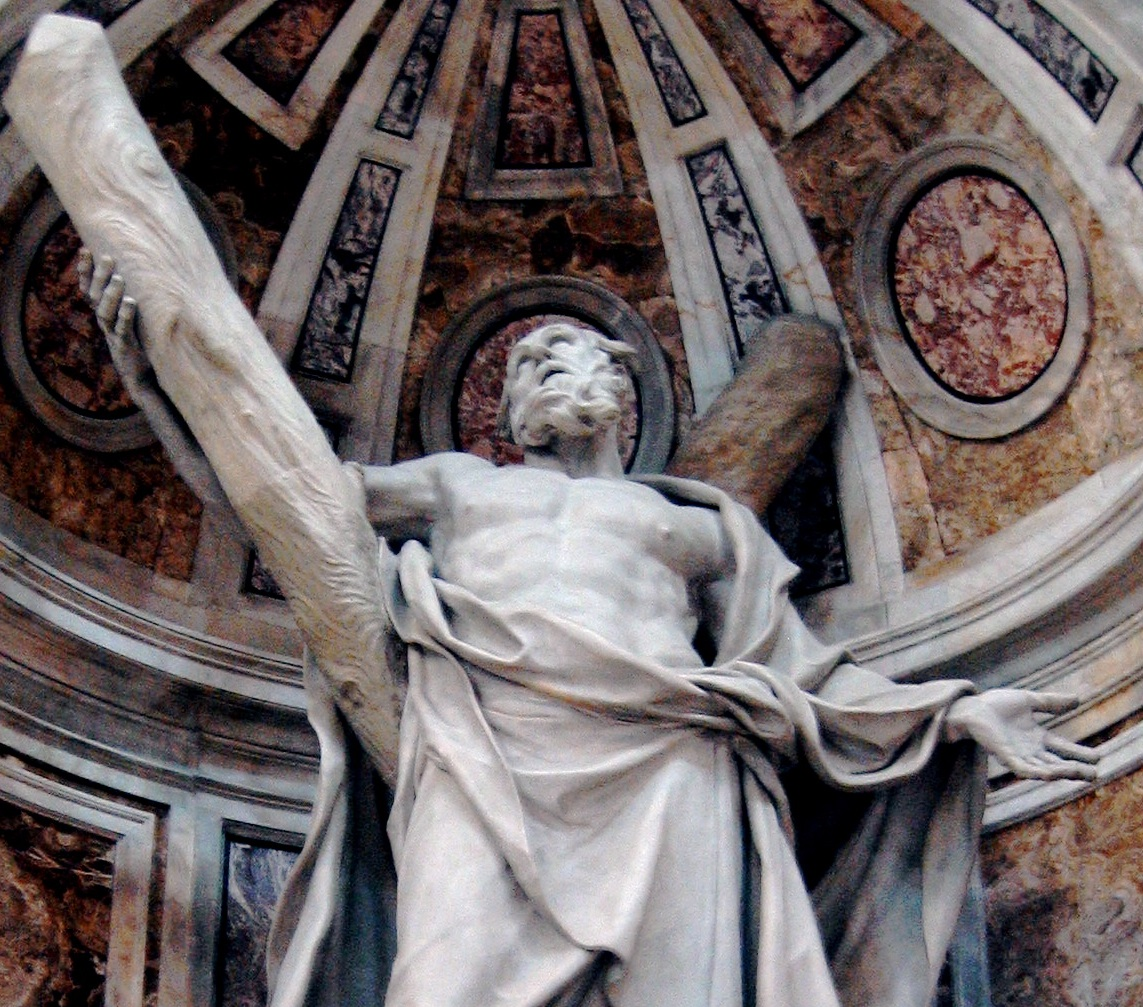
Dettaglio della statua

Vi sono dubbi riguardo a quale opera sia stata commissionata prima al Duquesnoy tra il Sant'Andrea e il suo altro capolavoro, la Santa Susanna, e se il successo della seconda abbia assicurato al Duquesnoy la commissione per il primo, o viceversa, con gli studiosi moderni inclini all'ipotesi che il Sant'Andrea sia stato commissionato per primo, sulla base dei documenti pervenuti.
In una lettera a Duquesnoy di Peter Paul Rubens, che quest'ultimo gli scrisse per ringraziarlo per i modelli dei putti di van den Eynde, Rubens loda la bellezza dei putti di van den Eynde, e si riferisce alla fama del Sant'Andrea, ma non fa menzione della Santa Susanna.
Il modello in stucco a grandezza naturale del Sant'Andrea fu presentato nella sua nicchia il 19 dicembre 1629, davanti al papa e un gruppo di cardinali. Tra questi v'era il cardinale Biscia, cardinale protettore della confraternita dei fornai (che assunse l'incarico per la commissione della Santa Susanna al Duquesnoy a Santa Maria di Loreto). Egli potrebbe in effetti aver raccomandato il Duquesnoy alla confraternita che supervisionò i lavori di Santa Maria di Loreto dopo aver ammirato il modello a grandezza naturale del Sant'Andrea.
Al momento della sua inaugurazione, la statua fu attentamente esaminata dalla critica e da altri artisti dell'epoca a San Pietro, venendo ben accolta da entrambi.
I pagamenti rateizzati per il lavoro del Duquesnoy sul Sant'Andrea furono interrotti nell'estate del 1633, così come quelli per il suo lavoro concomitante sulla Santa Susanna. Duquesnoy ricevette i suoi ultimi blocchi di marmo per il Sant'Andrea nell'aprile del 1633. Altri pagamenti furono emessi in aprile e maggio, ma questi furono poi interrotti fino al marzo del 1634. I pagamenti furono quindi ripresi, e continuarono ad intervalli mensili per alcuni anni. Secondo Sandrart, a causa degli "intrighi contro il Duquesnoy", i pagamenti allo scultore per il suo lavoro sul Sant'Andrea furono così tanto ritardati che il Fiammingo divenne disperato. Duquesnoy riuscì a terminare il Sant'Andrea grazie a Vincenzo Giustiniani, che gli avanzò 300 scudi per una scultura della Vergine che gli commissionò in quel momento.

## Composizione
I quattro colossi in San Pietro furono approvati dalla Congregazione della Fabbrica di San Pietro in una riunione tenutasi nel maggio 1628. Anche se i biografi del Duquesnoy rimasero convinti fino al ventesimo secolo che in questo incontro un modello del Duquesnoy (che si credeva avesse raggiunto la fama a Roma grazie alla sua Santa Susanna) ricevette l'approvazione di papa Urbano VIII, gli studiosi moderni del Duquesnoy generalmente rigettano questa interpretazione dei fatti.
Nel 1968, lo studioso Irving Lavin notò che nella trascrizione ufficiale del maggio 1628 si nota che il modello ufficiale per il Sant'Andrea scelto dal papa era un modello del Bernini. Il Duquesnoy fu coinvolto più tardi, e, in effetti, fu probabilmente la positiva ricezione del modello in stucco del Duquesnoy per il Sant'Andrea che aiutò il Fiammingo ad assicurarsi la sua commissione per la Santa Susanna.
Il progetto originale del Bernini per il Sant'Andrea e il San Longino poneva i santi in posture di adorazione contrastanti, con il loro sguardo rivolto verso il Cristo risorto, cui posizione era originariamente programmata in cima al Baldacchino. Il Sant'Andrea fu pensato dal Bernini come la più attiva delle due figure.
Nel 1631 i piani cambiarono, e il Cristo risorto fu sostituito dal globo e dalla croce del Baldacchino.  Bernini rivisitò il suo progetto per il San Longino, optando infine per la raffigurazione del Santo nel contesto narrativo della sua storia. Il risultato fu una figura molto più vicina al Sant'Andrea del Duquesnoy, anche se più attivo, con il santo raffigurato nel momento in cui scopre la santità del Cristo, dopo averlo trafitto con la sua lancia.
Il Sant'Andrea rimase invariato rispetto al primo modello in stucco del Duquesnoy, ma, secondo Irving Lavin, il significato della scultura "fu spostato dall'adorazione di Sant'Andrea del Cristo risorto alla sua emulazione della crocifissione".
Nonostante la sua somiglianza posturale al San Longino del Bernini, l'opera del Duquesnoy porta chiaramente il marchio del Fiammingo, influenzata com'è dalla cosiddetta maniera greca di quest'ultimo, che era in contrasto netto con l'approccio del Bernini. Il torso ampio, muscoloso, laocoontico del Sant'Andrea, che sta in piedi appoggiato sulla sua dettagliata decusse, è in effetti un "rimando quasi diretto alla scultura antica; così diversa dalle soluzioni del Bernini, eppure così congruente con le idee del Duquesnoy sulla maniera greca". Il Sant'Andrea del Duquesnoy si erge in San Pietro di fronte al Longino del Bernini, e mentre entrambe le figure sono indiscutibilmente barocche, in contrasto con la composizione più dinamica del Bernini, Sant'Andrea è piuttosto statico; i suoi drappeggi sono immobili, il che è in contrasto con gli abiti fluttuanti del Longino del Bernini.